# Chiesa di Santa Maria Assunta (Ton)
La chiesa di Santa Maria Assunta è la parrocchiale di Vigo di Ton, frazione-capoluogo del comune sparso di Ton, in provincia e arcidiocesi di Trento; fa parte della zona pastorale delle Valli del Noce.

## Storia
La prima citazione della pieve di Ton risale al 1233; in un documento del 1288 conservato presso l'archivio di Stato di Trento è menzionato il curato, pre' Guglielmo.

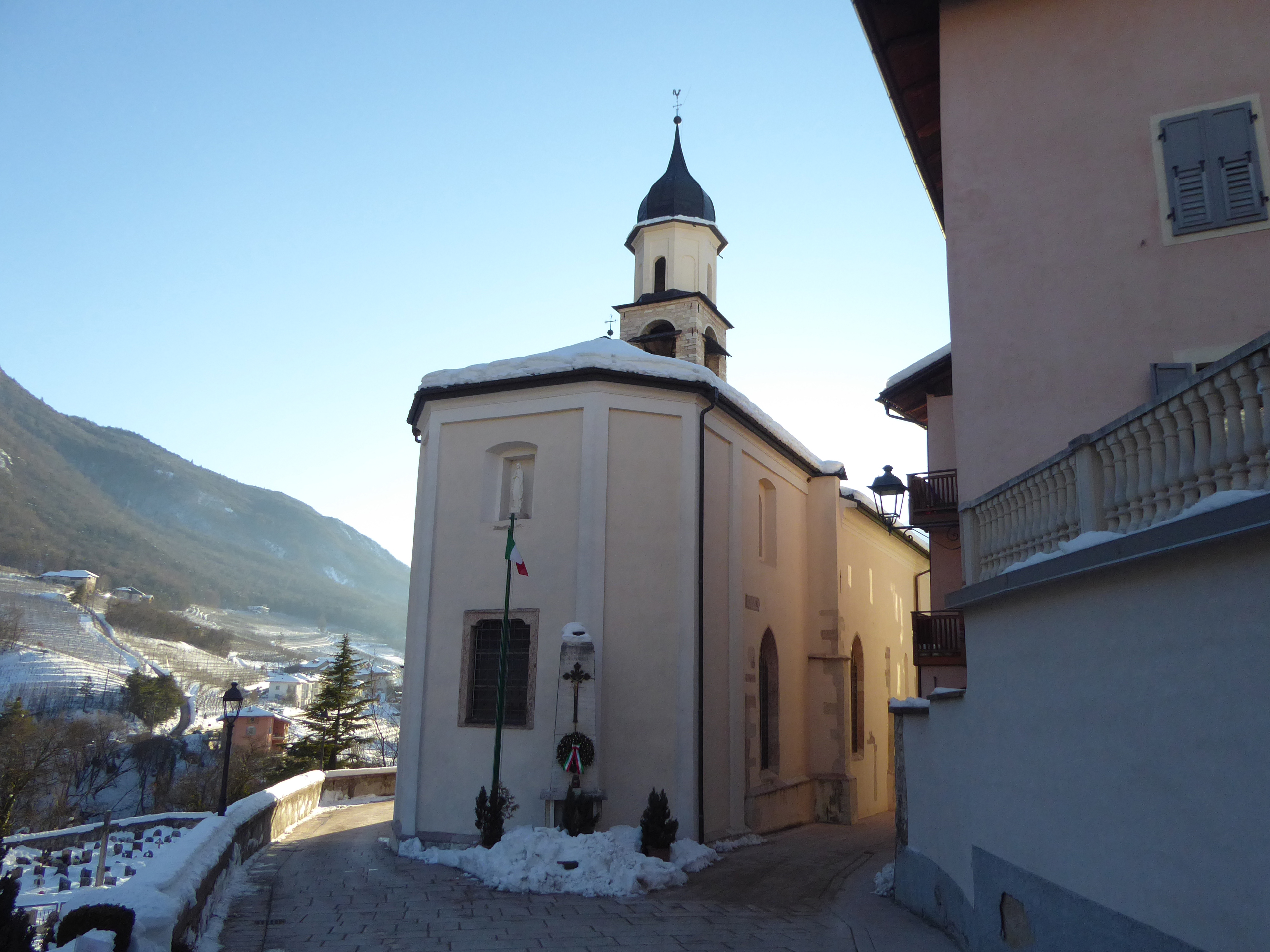
L'abside

Forse nel XIV secolo la pieve fu oggetto di un restauro, dato che la comunità di Dardine, sottoposta a una tassa per raccogliere i fondi per i lavori, si rifiutò di fornire la somma stabilita.

Nel Quattrocento la chiesa venne interessata da una risistemazione, al termine della quale fu riconsacrata dal vescovo titolare di Drivasto Francesco della Chiesa, legato dell'arcivescovo di Trento Udalrico di Liechtenstein.
Nel XVI secolo, probabilmente verso il 1530, ebbe inizio il rifacimento della pieve, che nel 1537 non era stata ancora terminata; i lavori, eseguiti da Alessio da Frisone, furono ultimati nel 1549, come testimonia l'iscrizione scolpita sopra una pietra del pavimento a metà navata. La consacrazione venne impartita il 20 novembre 1558 da monsignor Mariano Mano, ausiliare del cardinale arcivescovo Cristoforo Madruzzo.
Nel 1719 prese il via un nuovo rifacimento, progettato da Bernardo Tacchi il Vecchio e voluto dal pievano don Pietro Antonio Guardi; in questa occasione venne ampliata la navata, furono costruite la cappella laterale dell'Immacolata e la sagrestia e si sopraelevò il campanile.
Nel 1908 vennero rialzati i muri perimetrali; durante la prima guerra mondiale gli austriaci requisirono tre campane e nel 1926 ne vennero installate sei nuove, fuse dalla Colbacchini.

La pieve fu restaurata tra il 1949 e il 1950, e più ancora tra il 1968 e il 1971. Il 28 agosto 2011 un incendio danneggiò parzialmente l'interno della chiesa; in seguito a questo fatto tra l'autunno del medesimo anno e il 2014 fu condotto un intervento di risanamento e di ripristino.

## Descrizione

### Esterno
La facciata della chiesa, a capanna e intonacata, è suddivisa da una cornice marcapiano aggettante in due registri; quello inferiore, scandito da quattro paraste poggianti su uno zoccolo, presenta il portale d'ingresso, al quale s'accede tramite quattro scalini, mentre quello superiore, tripartito da quattro lesene e coronato dal timpano triangolare entro il quale v'è un oculo, è caratterizzato da una finestra rettangolare.

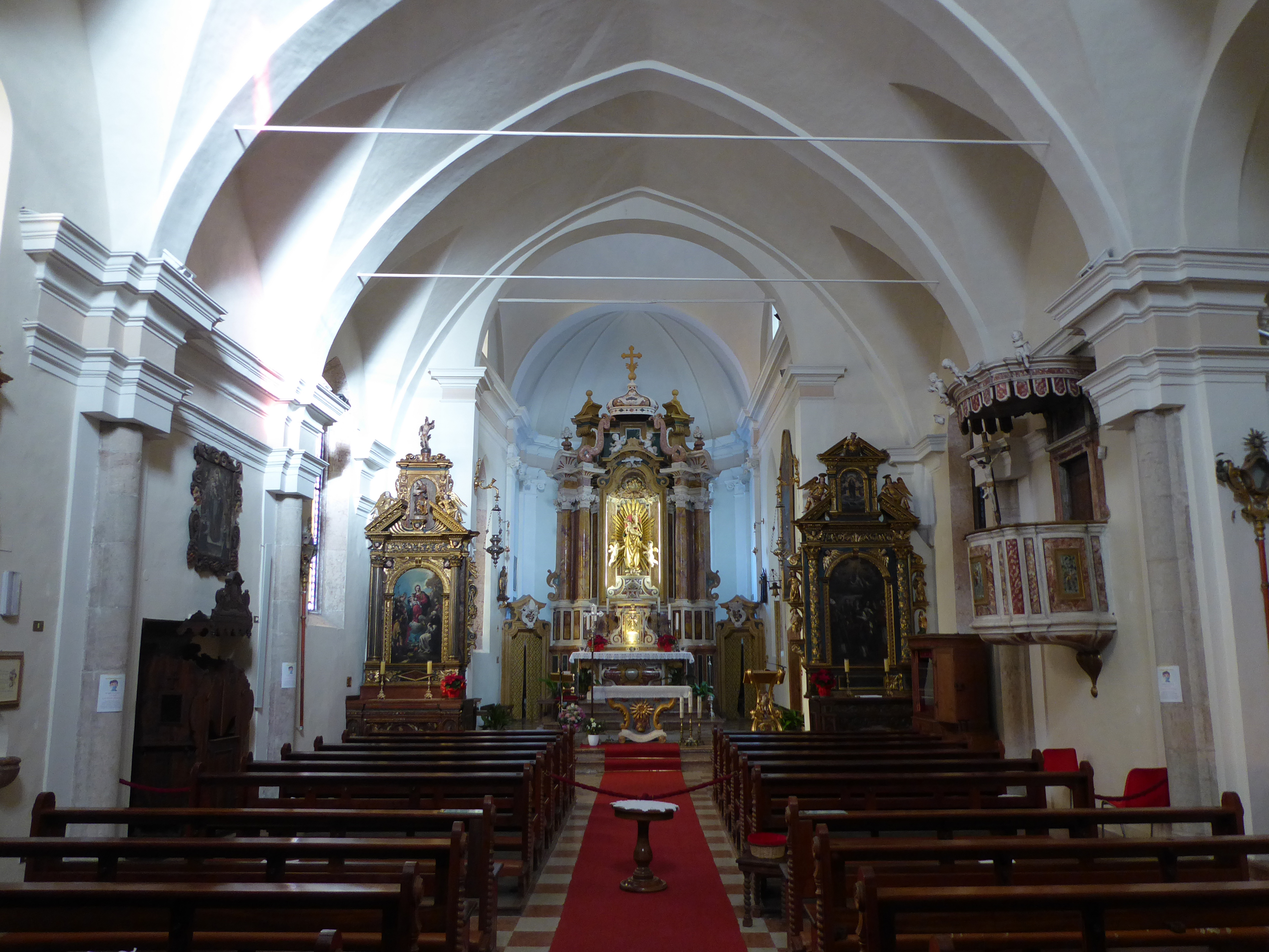
L'interno

### Interno
L'interno dell'edificio è composto da un'unica navata a pianta rettangolare, che, coperta dalla volte a botte, è suddivisa in quattro campate, scandite da coppie di paraste; al termine dell'aula si sviluppa il presbiterio, introdotto dall'arco santo a tutto sesto, sopraelevato di due scalini, caratterizzato da volta a vela e chiuso dall'abside poligonale.

#### Gli altari

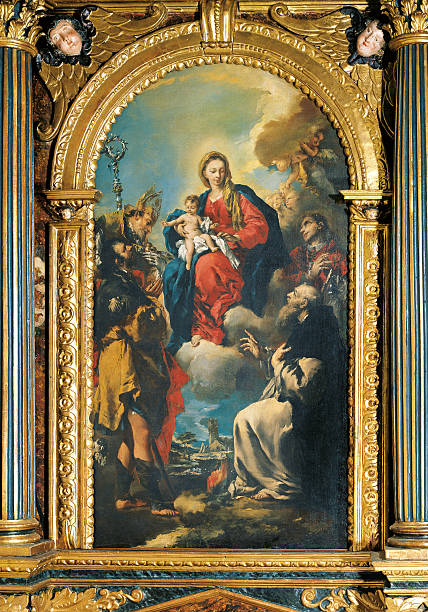
G.A. Guardi, Madonna con il Bambino e santi, 1745 ca.

- l'altare maggiore, in marmi policromi, al centro del presbiterio, introdotto da tre gradini. L'ancona presenta quattro colonne lisce in marmo mischio, alla sommità è posta una corona marmorea con croce. Ai lati dell'altare sono presenti due portine rettangolari con una coppia di stemmi che rimandano al committente Domenico Antonio Thun, principe vescovo di Trento, che volle nel 1739 sostituire il precedente altare maggiore ligneo realizzato da Vigilio Fortunato Prati.[3] L'altare fu realizzato da Teodoro Benedetti e appare come un omaggio al genio paterno che progettò l'altare maggiore del Duomo di Innsbruck, modello di questo di Vigo.[4] Al centro dell'ancona si trova la statua, realizzata attorno al 1510-1520, della Madonna con Bambino, attribuita da Nicolò Rasmo al bolzanino Jörg Arzt[5][6], unico elemento superstite dell'antico altare a portelle. I quattro angioletti attorno alla statua provengono dall'altare di Vigilio Fortunato Prati, del 1718-1719.[7]
- l'altare laterale sinistro, o altare di Sant'Antonio da Padova, commissionato dalla famiglia Marcolla, come documentano gli stemmi ai lati dell'Ancona. Eseguito attorno al terzo quarto del XVII secolo, attribuibile alla bottega di Giovanni Simone Ramus, conserva alcune sculture lignee provenienti dal vecchio altare maggiore: i santi vescovi e S. Antonio con Bambino del paliotto e la Madonna dello scapolare con Bambino della cimasa.[8] L'altare presenta la notevole pala di Gianantonio Guardi, nipote dell'allora pievano di Vigo di Ton, raffigurante la Madonna con Bambino e i santi Nicola da Bari, Rocco, Carlo Borromeo e Antonio abate, realizzata intorno al 1745 ispirata da un dipinto di Francesco Solimena.[9][10]

#### Altre opere
Opere di pregio qui conservate sono l'urna con le reliquie di sant'Uberto, fatta realizzare da don Giuseppe Mattia Thun, l'edicola con la tomba dei Thun, risalente al 1549, il dipinto avente come soggetto la Visione di San Francesco, eseguito nel XVIII secolo da Francesco Guardi.